# لوبومیر ورانجس
لوبومیر ورانجس (سیریلیک صربی: Љубомир Врањеш, Ljubomir Vranješ؛ زادهٔ ۳ اکتبر ۱۹۷۳) بازیکن هندبال اهل سوئد است.